# Великовский, Иммануил
Иммануил Великовский (англ. Immanuel Velikovsky; 29 мая [10 июня] 1895 год, Витебск — 17 ноября 1979 год, Принстон, штат Нью-Джерси, США) — российский эмигрант еврейского происхождения, израильский и американский врач и психоаналитик; создатель псевдонаучных теорий в области истории, геологии и астрономии; в частности, автор «ревизионистской хронологии», пересматривающей ряд положений древней истории, в особенности Ближнего Востока. Работы Великовского часто цитируются как канонический пример псевдонауки и использовались в качестве примера проблемы демаркации. Автор бестселлера «Миры в столкновении» (1950) и десятка других книг.
В его книгах используются сравнительная мифология и древние литературные источники (включая Ветхий завет) для обоснования идей, что Земля испытала катастрофические тесные контакты с другими планетами (главным образом Венерой и Марсом) в древний период истории. В позиционировании Великовского среди катастрофистов, в том числе Ганса Беллами, Игнатия Доннелли и Иоганна Готлиба Радлофа, британские астрономы Виктор Клуб и Билл Нейпир отмечали: «Великовский не столько первый из новых катастрофистов … он является последним в ряду традиционных катастрофистов, возвращающихся в Средневековье и, вероятно, ранее». Великовский утверждал, что электромагнитные эффекты играют важную роль в небесной механике. Он также предложил пересмотренную хронологию для Древнего Египта, Греции, Израиля и других культур Древнего Ближнего Востока. Пересмотренная хронология направлена на объяснение так называемых «тёмных веков» в истории Восточного Средиземноморья (1100—750 годы до н. э.) и примирение библейской истории с господствующей археологией и египетской хронологией.
В общем, теории Великовского были проигнорированы или решительно отвергнуты академическим сообществом. Тем не менее, его книги часто продавались хорошо и получали восторженную поддержку в непрофессиональных кругах, часто питаемых проявлениями несправедливого отношения (по их мнению) к Великовскому ортодоксальной академической наукой. Споры вокруг его работы и его приемов часто называют «Великовским делом».

## Биография
Иммануил Великовский родился в Витебске в семье крупного еврейского коммерсанта, придерживавшегося религиозных традиций и ставшего активистом сионистского движения (впоследствии — одного из пионеров возрождения иврита на земле Израиля). Получил хорошее домашнее образование, хорошо знал Библию и еврейские традиционные тексты, немецкий и французский языки. Окончил с золотой медалью Московскую Императорскую гимназию (Медведниковская гимназия). Проучившись год в Эдинбургском университете, в начале Первой мировой войны вернулся в Москву, где стал студентом медицинского факультета университета. Параллельно с медициной он изучал в Москве юриспруденцию и древнюю историю.
После революции Великовские бежали на юг, где Иммануил едва не был расстрелян белыми; в 1921 году он вернулся в Москву, восстановился в университете и получил диплом магистра медицины. В следующем году семья эмигрировала: родители в Подмандатную Палестину, а Иммануил в Берлин. В Берлине он изучал биологию, в Цюрихе и Вене — психоанализ и работу человеческого мозга. В Берлине же Великовский создал еврейский научный журнал «Scripta Universitatis», в котором сотрудничал также и А. Эйнштейн (он редактировал физико-математический том журнала) и вокруг которого объединились учёные, создавшие несколько позже Еврейский университет в Иерусалиме. Некоторое время жил в Палестине, где редактировал журнал Scripta Academica Hierosolymitana; летом 1939 года переехал в США, где и жил до смерти. Именно после переезда в США Великовский начал развивать своё своеобразное учение.

## Идеи
В книгах, изданных в 1950—1970-х гг. (The Worlds In Collision, The Earth In Upheaval, The Ages In Chaos, The Peoples Of The Sea, Ramses II And His Time, Oedipus-Akhnaton и др.), Великовский, полемизируя с эволюционными учениями Дарвина и Лайелла, выдвинул теорию влияния космических катастроф на геологические процессы и ход мировой истории. Апеллируя к данным археологии, астрономии, геологии и геофизики, истории, лингвистики, мифологии и фольклористики, и т. д., он пришёл к выводу, что активное преобразование рельефа Земли (образование гор, морей, ледников, пустынь, вулканическая деятельность) продолжалось вплоть до сравнительно недавнего времени, свидетелями чему были люди эпохи неолита, бронзового и железного веков.
Также утверждал, что многие значительные события древней истории, включая библейскую, были обусловлены и проходили на фоне катаклизмов в Солнечной системе: появлением новых планет (Венера), их коллизиями и смещением с орбит (Венера, Марс, Земля), изменением характеристик вращения (Земля) и, как следствие, сменой географических и климатических зон. Чтобы объяснить «ошибочную» интерпретацию и предание забвению подлинных событий последующими поколениями, Великовский использовал психоаналитическую терминологию, назвав это «глобальной амнезией» человечества, «вытеснением» травматических воспоминаний в область подсознания.
Великовский предположил, что традиционная хронология древних цивилизаций (основанная, по его утверждению, на ошибках ранних египтологов и не подвергавшаяся ревизии в свете позднейших открытий), содержит повторенный дважды период примерно в 600 лет, в результате чего исторические события и фигуры выступают дважды под разными именами. Объясняя таким образом отсутствие синхронизма (соответствия по времени) между египетскими и библейскими (ветхозаветными) источниками, он предложил альтернативную реконструкцию истории, что позволило ему согласовать некоторые до того не объясненные факты. В частности, он считал гиксов/гиксосов аравийскими племенами (библейские амаликитяне), вторгшимися в Египет сразу вслед за Исходом евреев, а филистимлян и «народы моря» (в значительно более позднее время) — персидскими завоевателями и греческими наемниками, соответственно; отождествил египетскую правительницу Хатшепсут с библейской царицей Савской, а её преемника на египетском троне Тутмоса III, покорившего Сирию и Палестину (между концом XVI и серединой XV вв. до н. э.) — с библейским фараоном Шишаком (Шешонк, фараон XII ливийской династии, после 950 г. до н. э.), разграбившим Иерусалимский Храм.
Великовский также полагал, что вследствие ошибок традиционной хронологии в истории появились целые цивилизации-«призраки». В частности, он считал, что империя хеттов никогда не существовала, являясь на деле халдейско-вавилонской цивилизацией более позднего периода. Он отождествлял хеттского царя Хаттусили с вавилонским царём Навуходоносором, и с другой стороны отождествлял их египетских противников — фараонов Рамсеса II и Нехо.

### Оценки
Идеи Великовского затронули существенные моменты в истории древних цивилизаций Средиземноморья и Месопотамии, включая Египет, Финикию, Иудею и Израиль, Грецию, Аккад, Ассирию, Вавилон, Державу Ахеменидов и другие. Однако они встретили резкую критику со стороны научного сообщества. В Израиле за Великовским закрепилась репутация шарлатана. В США его книги выходили большими тиражами, сопоставимыми с тиражом книг А. Фоменко в России, и имели успех у широкой публики, хотя категорически отвергались учёными. Вокруг теорий и личности Великовского в США разразился скандал, получивший название «Дело Великовского» (англ. The Velikovsky Affair). Его книги бойкотировались, их издателю поступали угрозы, а сторонников Великовского увольняли с работы. Многолетняя враждебность научного сообщества привела Великовского к душевному кризису. В последние годы жизни он, вероятно, разочаровался в возможности переубедить оппонентов, хотя и не переставал развивать свои идеи.
Сторонником Великовского был французский археолог Клод Шеффер (1898—1982), который, однако, полемизировал с ним по поводу сокращения хронологии ряда важных событий бронзового века Средиземноморья

## Семья
- Супруга — Элишева Великовская (1893—1981)[5], состояла в браке с 1923-го по 1979-й годы, до самой смерти И. Великовского, и являлась главной хранительницей его архива.
  - Старшая дочь — Шуламит-Фани (1925—?)[5], жила в Израиле, переводила и издавала книги отца на иврите и была замужем за израильским учёным, профессором физики и специалистом в области аэродинамики, механики и солнечной энергии Авраамом Коганом[13].
  - Младшая дочь — Рут (Рухама) (1926—?)[5], постоянно проживала в США.

## Критика
Идеи Великовского были отвергнуты господствующей академической наукой (иногда в резкой форме), и его подход обычно расценивается как ошибочный. Более того, учёные рассматривают его неортодоксальную методологию (например, использование сравнительной мифологии для получения сценариев в небесной механике) как неприемлемый способ прийти к выводам. Великовский перестроил бы науку небесной механики, чтобы сохранить буквальную точность древних легенд.
Бестселлер Великовского и, как следствие, наиболее критикуемая книга — «Миры в столкновении». Астроном Харлоу Шепли, наряду с другими, например, Сесилией Пейн-Гапошкиной, были очень критически настроены по отношению к решению Макмиллана опубликовать работу. Фундаментальная критика против этой книги со стороны астрономического сообщества заключалась в том, что её (книги) небесная механика была физически невозможна, говоря о планетарных орбитах, которые не соответствуют законам сохранения энергии и сохранения углового момента.
Великовский рассказывает в своей книге «Звездочеты и могильщики», как он пытался защититься от критики своей небесной механики, удалив оригинальное приложение по этому вопросу из публикации «Миры в столкновении», надеясь, что заслуга его идей будет оценена на основе его сравнительной мифологии и использования только литературных источников. Однако эта стратегия его не защитила: приложение было расширенной версией монографии «Космос без гравитации», которую он уже распространил среди Шепли и других в конце 1940-х годов, и они считали описанную там физику абсурдной.
Только в 1983 году была сделана очень подробная критика теории «миров в столкновении» с точки зрения использования мифических и литературных источников, когда Боб Форрест опубликовал их очень критическое исследование. Ранее в 1974 году Джеймс Фиттон опубликовал краткую критическую работу, в которой рассматривал интерпретации мифа И. Великовским (игнорируемую Великовским и его защитниками), чьё обвинительное заключение начиналось: «По крайней мере, тремя важными способами Великовский использует мифологию необоснованно. Первая из них — его склонность рассматривать все мифы как имеющие самостоятельную ценность; вторая — склонность рассматривать только тот материал, который согласуется с его тезисом; и третья — его очень бессистемный метод.» Краткий анализ позиции аргументов в конце XX века даёт бывший соратник доктора И. Великовского и редактор «Кроноса», Лерой Элленбергер в своём «Уроке из Великовского».

### «Великовское дело»
Враждебность по отношению к Иммануилу Великовскому, была такова (в частности, первоначальная кампания во главе с Харлоу Шепли), что некоторые комментаторы сделали анализ самого конфликта. Среди них было исследование американского журнала «Behavioral Scientist», в конечном итоге опубликованное в виде книги как «Великовское дело» — Scientism Versus Science. Это создало обсуждение с точки зрения того, как представители академического сообщества реагировали на идеи от исследователей извне в их области, утверждая, что в данном случае имело место академическое отвращение к возможности людям пересекать междисциплинарные границы.

## Труды
- «Третий исход» (брошюра под псевдонимом Имануэль Рамио)[17]
- Русскоязычная поэма в прозе «Тридцать дней и ночей Диего Пиреса на мосту Святого Ангела» (под псевдонимом Эмануил Рам; Париж, изд. «Парабола», 1935)[18]
- Монография «Космос без гравитации» (конец 1940-х)
- «Миры в столкновении» / Worlds in Collision (1950)
- «Века в хаосе» / Ages in Chaos (1952)
- «Земля в конвульсиях» / Earth In Upheaval (1955)
- «Эдип и Эхнатон» / Oedipus and Akhnaton (1960)
- «Народы моря» / Peoples of the Sea (1977)
- «Рамзес II и его время» / Ramses II and His Time (1978)
- «Человечество в амнезии» / Mankind in Amnesia (1982, посмертное изд.)
- «Звездочеты и могильщики» / Stargazers and Gravediggers (1983, посмертное изд.)
- «Тёмный век Греции» / The Dark Age of Greece (Израиль)
- «В начале» / In the Beginning (неопубликованная рукопись)

### Список работ на русском языке
- Великовский И. Столкновение миров. / пер. с англ. — Ростов-на-Дону : Феникс, 1996. — 448 с. — (Знание). — ISBN 5-85880-293-1
- Великовский И. Эдип и Эхнатон. Века в хаосе. — Ростов-на-Дону : Феникс, 1996. — 606 с. — (Знание). — ISBN 5-85880-300-8
- Великовский И. Рамзес II и его время. / пер. с англ. — Ростов-на-Дону : Феникс, 1997. — 320 с. — (Знание). — ISBN 5-85880-381-4
- Великовский И. Народы моря. Человечество в амнезии. / пер. с англ. Л. В. Харламовой. — Ростов-на-Дону : Феникс, 1997. — 544 с. — (Знание). — ISBN 5-85880-391-1

### Работы Великовского и его сторонников
- Сайт, посвящённый творчеству Великовского.
- Википедийная энциклопедия о Великовском (англ.) и Г.Носовского «Реконструкция всеобщей истории»
- Е.Габович. Катастрофы и хронология
- С. Цебаковский. Апокалипсис Иммануила (Как создавались «Миры» Великовского)